# İkizce, Şırnak
İkizce là một xã thuộc thành phố Şırnak, tỉnh Şırnak, Thổ Nhĩ Kỳ. Dân số thời điểm năm 2011 là 367 người.